# تونی کارگنلی
آنتون کارگنلی (۱ فوریه ۱۸۸۹ – ۲۷ ژوئن ۱۹۷۴) که بیشتر با نام تونی کارگنلی شناخته می‌شود، بازیکن و مربی فوتبال اتریشی اهل وین بود.
اطلاعات بسیار کمی در مورد دوران بازیگری او وجود دارد، کارگنلی بیشتر به دلیل مربیگری در چندین باشگاه برتر فوتبال ایتالیا مشهور است.